# Changing of the Guards
Changing of the Guards – piosenka skomponowana przez Boba Dylana, nagrana przez niego w kwietniu 1978, wydana na albumie Street-Legal w czerwcu oraz jako singel w październiku 1978.

## Historia i charakter utworu
Utwór ten został nagrany w Rundown Studios w Santa Monica w Kalifornii 27 kwietnia 1978 r. Była to trzecia sesja nagraniowa tego albumu. Producentem sesji był Don DeVito.
Od strony muzycznej utwór ten jest dość unikatowy i to nie tylko w twórczości Dylana, ale w ogóle. Składają się na to takie elementy jak żeńskie trio wspomagające wokalistę, dominujące partie saksofonowe pomiędzy zwrotkami oraz – przede wszystkim – specyficzna i dynamiczna progresja akordów. W powtarzającej się kadencji użyty został akord dominantowy, który niejako wymusza rozwiązanie; przeważnie rozwiązaniem tym jest akord toniczny, jednak w tej piosence rozwiązaniem jest paralelny akord molowy. Tworzy to natychmiastowe i zupełnie niespodziewane odczucie tragiczności i dramatu.
Początkowo, zwłaszcza w USA, krytykowano piosenkę za to, że Dylan cynicznie i w dodatku dość nieudanie parodiuje swoje „hymniczne” songi w stylu „nawiedzenia”. Jednak z biegiem czasu owa krytyka zamilkła i obecnie uważa się, że w ogóle teksty z tego albumu są jednymi z najgłębszych w jego karierze. Piosenka zaczyna się od akcentu biograficznego spostrzeżeniem, że przez 16 lat (Dylan przybył do Nowego Jorku w 1961 r.) spotykał w swoim życiu perfidnych oszustów i złodziei. Narrator piosenki, „dobry pasterz” – ewidentne zapożyczenie z Nowego Testamentu – smuci się nad polem, gdzie zdesperowani mężczyźni i kobiety są nastawieni przeciw sobie. „Dobry Pasterz” – Jezus – opłakuje ludzkość i widzi, że walka o kontrolę nad światem rządzonym przez siłę i śmierć jest naprawdę smutnym wydarzeniem. Pod koniec utworu Dylan przedstawia groźnego Jezusa, zbliżonego do wizji Pasoliniego w filmie z 1964 r. „Ewangelia według Mateusza”.

## Muzycy
Sesja 3
- Bob Dylan – gitara, wokal
- Billy Cross – gitara
- Steven Soles – gitara
- Jerry Scheff – gitara basowa
- Ian Wallace – perkusja
- Helena Springs, Jo Ann Harris, Carolyn Dennis – chórki
- Alan Pasqua – fortepian; organy
- Bobbye Hall – kongi
- Steve Douglas – saksofon altowy
- David Mansfield – mandolina

## Dyskografia
Singel
- „Changing of the Guards”/„Señor (Tales of Yankee Power)” 24 października 1978

Albumy
- Street–Legal (1978)
- Bob Dylan’s Greatest Hits Volume 3 (1994)

## Wykonania piosenki przez innych artystów
- Frank Black – singel (1988)
- Frank Black – All My Ghosts (1998)
- Juice Leskinen – singel „Vahdinvaihto” (1999)
- Rich Lerner & the Groove – Cover Down (2000)
- Chris Whitley & Jeff Lang – Dislocation Blues (2006)
- Patti Smith: Twelve (2007)
- The Gaslight Anthem na albumie różnych wykonawców Chimes of Freedom: The Songs of Bob Dylan (Amnesty International Compilation) (2011)